# Some Fine Old Chestnuts
Some Fine Old Chestnuts – muzyczny album studyjny Binga Crosby’ego wydany w 1954 roku przez Decca Records.
Album został wydany ponownie w 2014 roku na płytę CD pod nazwą Some Fine Old Chestnuts (60th Anniversary Deluxe Edition) i zawierał kilka nowych utworów bonusowych.

## Lista utworów (edycja LP 1954 r.)
| 1. | „Do You Ever Think of Me”                  | 2:42  |
|    |                                            |       |
| 2. | „I Never Knew (That Roses Grew)”           | 2:37  |
|    |                                            |       |
| 3. | „Somebody Loves Me”                        | 2:02  |
|    |                                            |       |
| 4. | „After You've Gone”                        | 2:03  |
|    |                                            |       |
| 5. | „Sleepy Time Gal”                          | 2:31  |
|    |                                            |       |
| 6. | „Dinah”                                    | 2:20  |
|    |                                            |       |
| 7. | „I Never Knew (I Could Love Anybody)”      | 1:45  |
|    |                                            |       |
| 8. | „I Can't Give You Anything but Love, Baby” | 2:29  |
|    |                                            |       |
|    |                                            | 18:29 |
|    |                                            |       |

## Lista utworów (edycja CD 2014 r. –60th Anniversary Deluxe Edition)
1. „Do You Ever Think Of Me”
2. „I Never Knew (That Roses Grew)”
3. „Somebody Loves Me”
4. „After You've Gone”
5. „Sleepy Time Gal”
6. „Dinah”
7. „I Never Knew (I Could Love Anybody)”
8. „I Can't Give You Anything But Love”
9. „In a Little Spanish Town”
10. „Honeysuckle Rose”
11. „Ol' Man River”
12. „Swanee”
13. „Painting The Clouds With Sunshine”
14. „Bright Eyes”
15. „Avalon Town”
16. „Sometimes I'm Happy” (z Helen O’Connell)
17. „I Can't Believe That You're In Love With Me”
18. „Hallelujah”
19. „I Can't Give You Anything But Love (Rehearsals)”
20. „I Can't Give You Anything But Love”
21. „I Never Knew (I Could Love Anybody)” (Take 2)
22. „I Never Knew (That Roses Grew)”
23. „After You've Gone (Take 2)”

## Twórcy
- Bing Crosby – wokal
- Buddy Cole – fortepian, aranżer, dyrygent, producent
- Perry Botkin Sr. – gitara
- Don Whitaker – gitara basowa (utwory 1–3, 5–7)
- Phil Stephens – gitara basowa (utwory 4 i 8)
- Nick Fatool – perkusja